# Tetralidia prolata
Tetralidia prolata är en insektsart som beskrevs av Chiamera och Rodney Ramiro Cavichioli 2004. Tetralidia prolata ingår i släktet Tetralidia och familjen dvärgstritar. Inga underarter finns listade i Catalogue of Life.